# Invasión anglosajona de Gran Bretaña

Mapa general de la localización de los pueblos anglosajones alrededor del año 600.

Los primeros anglosajones invadieron y colonizaron Britania en los siglos V y VI. Los diversos reinos que compondrían más adelante la heptarquía anglosajona emergieron en el curso del siglo VI: los reinos de Kent, Northumbria (Bernicia y Deira) y Lindsey probablemente a lo largo de fronteras ya existentes, mientras que los reinos occidentales de Wessex y Mercia no muestran signos de continuidad.
La tradicional división de inmigrantes en anglos, sajones y jutos proviene de la obra de Beda, Historia ecclesiastica gentis Anglorum. No obstante, las investigaciones históricas y arqueológicas han mostrado que el espectro de pueblos procedentes de la costa de Frisia, Baja Sajonia, Jutlandia y el sur de Suecia, que se establecieron en Britania esa época, era más amplio del inicialmente considerado. Generalmente se considera que la migración masiva desde el continente tuvo lugar en el siglo VI, con la consecuente eliminación de los britones. Estudios más recientes, sin embargo, aceptan como igualmente válida la interpretación de una asimilación cultural del lenguaje y costumbres de un grupo relativamente pequeño, pero muy influyente, de recién llegados.
La lengua, la cultura y el poder político britón fueron reemplazados en los territorios donde se asentaron los invasores, pero fueron capaces de pervivir en Gales, Cornualles y, durante un tiempo, en Yr Hen Ogledd o «Viejo Norte», lo que es en la actualidad la zona norte de Inglaterra y sur de Escocia. Durante este periodo, muchos britones emigraron al continente, estableciéndose en las zonas de Bretaña y Armórica (actual Francia) y en Britonia, un asentamiento situado entre Galicia y Asturias en España.

## Evidencias lingüísticas

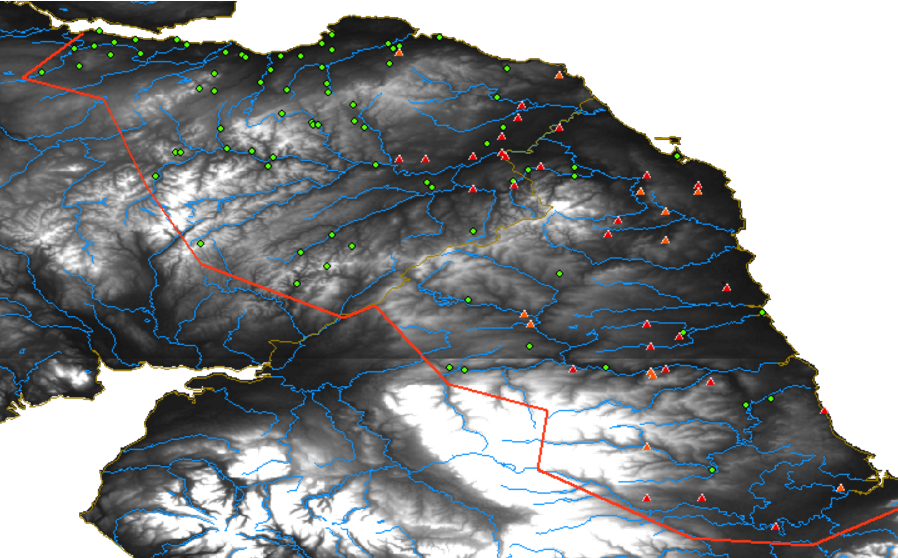
Plan de invasión

La lingüística permite estudiar la cultura de los pueblos y sus vínculos políticos. Una revisión general de la evolución del britano y el latín británico durante este período la podemos encontrar en Kenneth H. Jackson. Los estudios acerca del inglés antiguo, lenguas celtas en P- y en Q-, y latín han proporcionado evidencia de la existencia de contactos entre britones, gaélicos y anglosajones. El consenso general es que el inglés antiguo muestra pocas trazas de contaminación lingüística. Sin embargo, algunos estudiosos sugieren que esta evidencia puede estar más en la gramática que en el léxico. El latín continuó usándose como lengua escrita, pero su difusión como lengua oral es más controvertida.
Del mismo modo, el estudio de los nombres de lugares da pistas acerca de la historia lingüística de una zona. Inglaterra (a excepción de Cornualles) muestra poca evidencia de influencias celtas en su toponimia. Podemos encontrar nombres celtas de lugares dispersos por el territorio, incrementando su densidad hacia el oeste. Hay también nombres celtas de ríos y accidentes geográficos. 
La distribución de los topónimos se ha explicado argumentando que los anglosajones, que eran el grupo político y social dominante en el sur y este de Gran Bretaña, habían extendido su cultura y su lengua en la zona. Los nombres con elementos latinos sugieren una cierta continuidad en los asentamientos, si bien algunos lugares adquirieron nombres de deidades paganas germánicas. A su vez, los nombres de origen britano se suelen tomar como indicador de la supervivencia de la población británica original, aunque esto no tiene por qué ser cierto. 
Los nombres basados en la palabra anglosajona para los galeses, wealh, se consideran indicio de la supervivencia de los britones. Un ejemplo es Walton, que significa asentamiento de británicos, y que aparece en muchos lugares de Inglaterra. Otra posible indicación de la supervivencia de los britanos es la pervivencia de un sistema numérico derivado del britano, que fue usado por los pastores para contar ganado. Permaneció en vigor hasta principios del siglo XX en zonas del norte y centro de Inglaterra.
Las evidencias epigráficas de las inscripciones encontradas en lápidas ofrece otra fuente de información acerca de britanos y sajones en el periodo. Las inscripciones célticas correspondientes al periodo se han hallado principalmente en el oeste de Inglaterra y en Gales, para cuya conservación y difusión en línea se ha creado el proyecto CISP. Las inscripciones halladas en el noroeste están escritas con caracteres rúnicos y aportan información sobre la ocupación de los anglos, mientras que las del norte de Escocia están realizadas en ogam, algunas en lenguas desconocidas.
Con el paso del tiempo, los dialectos germánicos fueron imponiéndose a las antiguas lenguas britanas y al latín en el este de Inglaterra.

## Evidencias genéticas

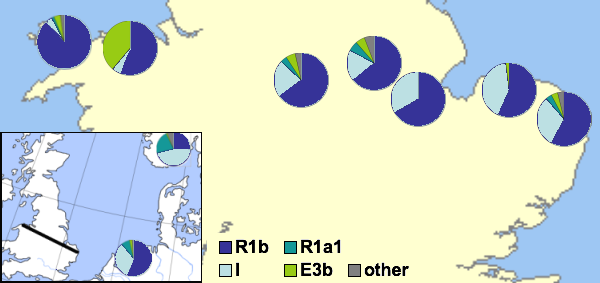
Mapa de la distribución del cromosoma Y a partir de los datos del estudio efectuado por el University College de Londres en 2002.

Algunos estudios recientes acerca del cromosoma Y y el ADN mitocondrial, realizados en habitantes actuales de Gran Bretaña y Europa, han proporcionado una primera aproximación de los desplazamientos humanos sucedidos durante el periodo posromano. Un estudio efectuado en 2002 por el University College de Londres (Weal et al.) concluyó que pudo haberse producido una migración anglosajona a gran escala con destino al centro y este de Inglaterra (pudiendo representar entre el 50-100 % de la población de la zona en la época). Además, un estudio más completo llevado a cabo en 2003 (Capelli et al.) sugiere que la migración pudo haber sido mucho menor en otras zonas de Inglaterra y que la transición entre Inglaterra y Gales pudo haber sido más gradual que lo estimado en principio. El estudio prueba también que todas las áreas de las islas británicas ya contenían un elemento genético anglosajón. Por otra parte, se mostró incapaz de establecer diferencias entre los cromosomas Y de las poblaciones actuales de origen anglosajón y de las provenientes de colonos vikingos daneses, por lo que el estudio los registró en el mismo grupo. Aún más, cuando el estudio incorporó las muestras de Frisia utilizadas en el estudio de Weal del año anterior como fuente de población para anglosajones, no se encontraron diferencias estadísticas entre estas muestras y las del grupo danés. Todas las muestras continentales eran estadísticamente distintas de las británicas. Por otra parte, el estudio de los componentes principales mostró que las muestras de Frisia, aunque más cercanas a las danesas que a las británicas, estaban más cerca de las británicas de lo que lo estaban las danesas.
Otros han enfocado la cuestión genética desde un punto de vista diferente. Stephen Oppenheimer en Origins of the British: A Genetic Detective Story y los nuevos estudios sobre cromosoma Y y ADN mitocondrial realizados por Bryan Sykes para su libro Blood of the Isles, sugieren que la contribución anglosajona y de posteriores invasores al genoma británico puede que haya sido muy reducida, y que la mayoría de los ingleses (dos tercios) y británicos (tres cuartas partes) desciendan de los primeros pobladores que llegaron a las islas en el paleolítico, buscando refugio de la Edad del Hielo que vivió la Europa occidental; esta observación refuerza la tesis de las estrechas relaciones entre las poblaciones del Arco Atlántico, aunque las costas este y sureste de Gran Bretaña no se incluyan en esta zona.
Sykes y Oppenheimer afirman que incluso en el este de Inglaterra, donde existe una mayor evidencia de la migración, no más del 10 % de las líneas paternas pueden situarse como descendientes de la migración anglosajona y que, en las mismas zonas, el 69 % de los linajes masculinos son de origen nativo. Oppenheimer postula una posible relación genética entre los modernos pobladores de Inglaterra (especialmente en el sur y el este de la isla) y los habitantes de la orilla opuesta del mar del Norte anterior a la invasión, indicando una influencia germánica prerromana en esa zona. Hay evidencias de que el haplogrupo I del cromosoma Y que aparece en las costas del mar del Norte, puede indicar una colonización mesolítica más que una migración anglosajona. Estaríamos ante una migración desde los Balcanes que podía haber discurrido a lo largo de los ríos continentales europeos en lugar de por la costa atlántica.
Igualmente, Oppenheimer postuló que la llegada de las lenguas germánicas a Inglaterra puede corresponder a fechas muy anteriores a las tradicionalmente consideradas, y que tanto los belgas ingleses como los continentales pueden haber sido germanohablantes y estar relacionados étnicamente de forma bastante cercana (o quizá un mismo grupo que hubiera cruzado el canal).

## Extensión de las migraciones
Durante mucho tiempo se ha mantenido la idea de que los anglosajones emigraron a Gran Bretaña en grandes grupos en los siglos V y VI, desplazando a los pobladores nativos de la isla. El historiador Frank Stenton asumía en 1943 este punto de vista, argumentando que «la mayor parte del sur de Inglaterra fue arrasada en la primera fase de la guerra». Esta interpretación estaba basada en los textos escritos, particularmente Gildas, pero también en los trabajos posteriores de Beda, que describe la llegada de los anglosajones como un hecho violento. Por otra parte, se consideraba que las evidencias lingüísticas y la toponimia corroboraban esta teoría, ya que muy pocos nombres britanos de lugares habían sobrevivido en el este de la isla, muy pocas palabras británicas aparecían en anglosajón y se produjo una importante emigración de britanoparlantes desde el sureste de Gran Bretaña a Armórica, que se transformaría en la Bretaña francesa. Esta interpretación resultaba especialmente atractiva a los antiguos historiadores ingleses, que defendían que Inglaterra se había desarrollado al margen de la Europa continental, con una monarquía limitada y amor por la libertad. Esto se debía, según ellos, a las masivas invasiones anglosajonas. Mientras este punto de vista nunca llegó a ser universal —Edward Gibbon creía que una parte importante de británicos había sobrevivido—, era la teoría dominante. Aunque algunos expertos utilizan actualmente este argumento, la teoría tradicional es mantenida aún hoy por historiadores como Lawrence James, que afirman que Inglaterra quedó sumergida en la corriente anglosajona que arrastró a los romano-británicos.
Esta visión tradicional ha sido progresivamente desmontada desde la década de los 90. En el centro de todo están los recálculos de las cifras de inmigrantes anglosajones. Hoy en día, la cifra considerada es mucho menor, lo que implica que es muy improbable que la población original britana fuera sustancialmente desplazada por la anglosajona. Los sajones se habrían convertido en una élite gobernante que aculturaría a la población local. De esta forma, las tumbas sajonas corresponderían a britanos.

## Los reyes de la invasión
Los siguientes reyes semilegendarios de los siglos V y VI se consideran los fundadores de los primeros reinos anglosajones en Inglaterra:
- Oisc de Kent, hijo de Hengest (...-516)
- Aelle de Sussex (...-514)
- Icel de Mercia (...-527)
- Cerdic de Wessex (...-534)
- Ida de Bernicia (...-559)
- Wehha de Estanglia (...-571)
- Aescwine de Essex (...-587)